# Rheenendal
Rheenendal is een dorp in de Zuid-Afrikaanse provincie West-Kaap. Rheenendal behoort tot de gemeente Knysna dat onderdeel van het district Tuinroute is.